# Апстрактна алгебра
Апстрактна алгебра је грана математике, која се бави општим алгебарским структурама као што су групе, прстени, поља, модули, векторски простори, и алгебре. Данас се често користи израз алгебра умјесто апстрактна алгебра.
Израз апстрактна алгебра се данас односи на проучавање свих алгебарских структура, и разликује се од елементарне алгебре коју обично уче дјеца, а која се бави исправним правилима за манипулисање формулама и алгебарским изразима који укључују реалне и комплексне бројеве и непознате.
Савремена математика и математичка физика интензивно користе апстрактну алгебру: на примјер, теоријска физика се користи лијевим алгебрама. Области као што су алгебарска теорија бројева, алгебарска топологија, и алгебарска геометрија примјењују алгебарске методе на друге гране математике.
Двије гране математике које проучавају својства алгебарских структура посматраних у целини, су универзална алгебра и теорија категорија. Алгебарске структуре, заједно са њима повезаним хомоморфизмима дају категорије. Теорија категорија је моћан формализам за проучавање и упоређивање различитих алгебарских структура.

## Историја
Као и у другим деловима математике, конкретни проблеми и примери су играли важну улогу у развоју апстрактне алгебре. До краја деветнаестог века, многи – можда већина – од ових проблема били су на неки начин повезани са теоријом алгебарских једначина. Главне теме укључују:
- Решавање система линеарних једначина, што је довело до линеарне алгебре[1][2]
- Покушаји проналажења формула за решења општих полиномских једначина вишег степена који су резултирали откривањем група као апстрактних манифестација симетрије.
- Аритметичка истраживања квадратних и вишестепених облика и диофантинских једначина, која су директно произвела појмове прстена и идеала.

Бројни уџбеници из апстрактне алгебре почињу са аксиоматским дефиницијама различитих алгебарских структура, а затим настављају са утврђивањем њихових особина. Ово ствара лажан утисак да су у алгебри аксиоми прво дошли, а затим послужили као мотивација и као основа за даље проучавање. Прави поредак историјског развоја био је скоро потпуно супротан. На пример, хиперкомплексни бројеви деветнаестог века имали су кинематику и физичку мотивацију, али су доводили у питање разумевање. Већина теорија које су данас препознате као делови алгебре почеле су као збирке различитих чињеница из различитих грана математике, добиле су заједничку тему која је служила као језгро око којег су груписани разни резултати и коначно су се ујединили на основу заједничког скупа концепата. Архетипски пример ове прогресивне синтезе може се видети у историји теорије група.

### Рана теорија група
Постојало је неколико нити у раном развоју теорије група, које са модерног становишта лабаво одговарају теорији бројева, теорији једначина и геометрији.
Леонхард Ојлер је разматрао алгебарске операције над бројевима по модулу целог броја — модуларна аритметика — у својој генерализацији Фермаове мале теореме. Ова истраживања је много даље одвео Карл Фридрих Гаус, који је разматрао структуру мултипликативних група остатака mod n и установио многа својства цикличних и општијих абелових група које настају на овај начин. У својим истраживањима састава бинарних квадратних облика, Гаус је експлицитно навео асоцијативни закон за састав облика, али као и Ојлер пре њега, чини се да су га више занимали конкретни резултати него општа теорија. Леополд Кронекер је 1870. дао дефиницију абелове групе у контексту идеалних класних група бројног поља, генерализујући Гаусов рад; али изгледа да своју дефиницију није повезао са претходним радом на групама, посебно пермутационим групама. Године 1882, разматрајући исто питање, Хајнрих М. Вебер је схватио везу и дао сличну дефиницију која је укључивала својство поништавања, али је изоставила постојање инверзног елемента, што је било довољно у његовом контексту (коначне групе).
Пермутације је проучавао Жозеф-Луј Лагранж у свом раду из 1770. Réflexions sur la résolution algébrique des équations (Размишљања о алгебарском решењу једначина) посвећеном решењима алгебарских једначина, у који је увео Лагранжове резолвенте. Лагранжов циљ је био да разуме зашто једначине трећег и четвртог степена прихватају формуле за решења, а као кључне објекте идентификовао је пермутације корена. Важан нови корак који је Лагранж направио у овом раду био је апстрактни поглед на корене, односно као симболе, а не као бројеве. Међутим, он није разматрао композицију пермутација. Случајно, прво издање Едварда Варинга Meditationes Algebraicae (Медитације о алгебри) појавило се исте године, са проширеном верзијом објављеном 1782. Вaринг је доказао основну теорему симетричних полинома и посебно разматрао однос између корена квартичне једначине и његова резолвентна кубна. Александр Вандермонд је у делу Mémoire sur la résolution des équations (Мемоaри о решавању једначина) (1771) развио теорију симетричних функција из мало другачијег угла, али попут Лагранжа, са циљем разумевања решивости алгебарских једначина.
Кронекер је 1888. године тврдио да је проучавање модерне алгебре почело овим првим Вандермондовим радом. Коши сасвим јасно каже да је Вандермонд имао приоритет у односу на Лагранжа за ову изванредну идеју, која је на крају довела до проучавања теорије група.
Паоло Руфини је био прва особа која је развила теорију пермутационих група, и као и његови претходници, такође у контексту решавања алгебарских једначина. Његов циљ је био да утврди немогућност алгебарског решења опште алгебарске једначине степена већег од четири. На путу ка овом циљу увео је појам реда елемента групе, коњугације, циклусну декомпозицију елемената пермутационих група и појмове примитивног и импримитивног и доказао неке важне теореме које се односе на ове концепте, као нпр.
ако је G подгрупа од S5 чији је ред дељив са 5 онда G садржи елемент реда 5.
Међутим, он није формализовао концепт групе, па чак ни групе пермутација. Следећи корак је предузео Еварист Галоа 1832. године, иако је његов рад остао необјављен све до 1846. године, када је први пут разматрао оно што се данас назива својством затварања групе пермутација, које је изразио наводећи
ако у таквој групи има супституције S и T онда постоји супституција ST.

### Модерна алгебра
Крајем 19. и почетком 20. века дошло је до промене у методологији математике. Апстрактна алгебра се појавила почетком 20. века, под називом модерна алгебра. Њено проучавање било је део тежње за већом интелектуалном строгошћу у математици. У почетку су претпоставке у класичној алгебри, од којих зависи цела математика (и главни делови природних наука), попримиле облик аксиоматских система. Математичари више нису били задовољни утврђивањем својстава конкретних објеката, већ су почели да скрећу пажњу на општу теорију. Формалне дефиниције одређених алгебарских структура почеле су да се појављују у 19. веку. На пример, резултати о различитим групама пермутација почели су да се посматрају као примери општих теорема које се тичу општег појма апстрактне групе. У први план су изашла питања структуре и класификације различитих математичких објеката.

## Основни концепти
Апстрахујући различите количине детаља, математичари су дефинисали различите алгебарске структуре које се користе у многим областима математике. На пример, скоро сви проучавани системи су скупови, на које се примењују теореме теорије скупова. Они скупови који имају одређену бинарну операцију дефинисану на себи формирају магме, на које се примењују концепти који се тичу магме, као и они који се тичу скупова. Могу се додати додатна ограничења алгебарској структури, као што је асоцијативност (да би се формирале полугрупе); идентитет, и инверзи (да се формирају групе); и друге сложеније структуре. Уз додатну структуру, могло би се доказати више теорема, али је општост смањена. „Хијерархија“ алгебарских објеката (у смислу уопштености) ствара хијерархију одговарајућих теорија: на пример, теореме теорије група могу се користити када се проучавају прстенови (алгебарски објекти који имају две бинарне операције са одређеним аксиомима) јер је прстен група над једном од њених операција. Уопштено говорећи, постоји равнотежа између количине уопштености и богатства теорије: општије структуре обично имају мање нетривијалних теорема и мање примена.
Примери алгебарских структура са једном бинарном операцијом су:
- Магма
- Квазигрупа
- Моноид
- Полугрупа
- Група

Примери који укључују неколико операција укључују:
- Прстен
- Поље
- Модул
- Векторски простор
- Алгебра над пољем
- Асоцијативна алгебра
- Лијева алгебра
- Решетка
- Булова алгебра

## Апликације
Због своје општости, апстрактна алгебра се користи у многим областима математике и науке. На пример, алгебарска топологија користи алгебарске објекте за проучавање топологија. Поенкареова хипотеза, доказана 2003. године, тврди да се фундаментална група многострукости, која кодира информације о повезаности, може користити за одређивање да ли је многострукост сфера или не. Алгебарска теорија бројева проучава различите прстенове бројева који генерализују скуп целих бројева. Користећи алате алгебарске теорије бројева, Ендру Вајлс је доказао Фермаову последњу теорему.
У физици се групе користе за представљање операција симетрије, а употреба теорије група могла би да поједностави диференцијалне једначине. У теорији мерача, захтев локалне симетрије се може користити за извођење једначина које описују систем. Групе које описују те симетрије су Лијеве групе, а проучавање Лијевих група и Лијевих алгебри открива много о физичком систему; на пример, број носилаца силе у теорији једнак је димензији Лијеве алгебре, а ови бозони су у интеракцији са силом коју посредују ако је Лијева алгебра неабелова.